# April 2020
Dit artikel geeft een chronologisch overzicht van de belangrijkste gebeurtenissen per dag in de maand april van het jaar 2020.

## Gebeurtenissen

### 4 april
- Bij een mesaanval in de Franse plaats Romans-sur-Isère worden twee personen gedood en vijf personen verwond. Een Soedanese man wordt ter plaatse gearresteerd. Hij is in verdenking gesteld wegens moord en pogingen tot moord in verband met een terroristische onderneming.[1]
- In Niger voert het leger een anti-terreuractie uit aan de grens met Mali en Burkina Faso. Het leger zegt daarbij 63 mensen gedood te hebben.[2]
- In Spanje wordt de noodtoestand vanwege het coronavirus SARS-CoV-2 verlengd tot 26 april.[3] (Lees verder)

### 5 april
- Vanwege de coronacrisis in België wordt de Ronde van Vlaanderen van 2020, die was voorzien voor 5 april, voorlopig uitgesteld.[4]

### 8 april
- In het Italiaanse dorp Aulla stort een brug over de Magra in. Vanwege de maatregelen in het kader van de coronacrisis in Italië, waarbij iedereen zo veel mogelijk moest thuisblijven, valt bij deze instorting slechts één lichtgewonde.[5]

### 9 april
- In Jemen kondigt de coalitie die onder leiding van Saoedi-Arabië al vijf jaar strijdt tegen de Houthi's een wapenstilstand van twee weken af, zodat er over vrede kan worden onderhandeld.[6](Lees verder)

### 10 april
- Het Britse ministerie van Volksgezondheid maakt bekend dat er de afgelopen 24 uur 980 mensen zijn overleden aan het SARS-CoV-2-virus. Het is het grootste aantal doden door het virus in het VK binnen een dag sinds het begin van de uitbraak.[7]

### 19 april
- Op verschillende plekken in de Canadese provincie Nova Scotia schiet een 51-jarige man in totaal 22 mensen dood. Hij wordt uiteindelijk zelf doodgeschoten door de politie. (Lees verder)
- In Oss wordt de 18-jarige Rik van de Rakt uit het niets doodgestoken door de 26-jarige Soedanees Ayoub Y. De moord brengt grote opschudding teweeg.

### 28 april
- Colombia wordt lid van de OESO.[8]

## Overleden
<< · januari · februari · maart · april · mei · juni · juli · augustus · september · oktober · november · december · >>